# Postbudet
Postbudet. Tidning för Dal och västra Wermland. Tidningen gavs ut 21 december 1852 (provnummer) sedan från 4 januari 1853 till 18 december 1855.
Tidningen trycktes hos J. E. Dahlgrens officin med fraktur och antikva till och med  29 december 1853 sedan endast antikva. Tidningen kom ut en dag i veckan på tisdagar med 4 sidor i folioformat med 3 spalter. Priset för tidningen var  2 riksdaler 24 skilling banko 1853 och 1854 och 2 riksdaler 32 skilling banko 1855.
Utgivningsbevis för tidningen utfärdades för bokhandlaren J. E. Dahlgren 4 december 1852  (död 28 juni 1868), som gav ut denna tidning såsom en  fortsättning av Dalslands nya tidning.